# Монтекио Прекалчино
Монтекио Прекалчино (итал. Montecchio Precalcino) је насеље у Италији у округу Виченца, региону Венето.
Према процени из 2011. у насељу је живело 30 становника. Насеље се налази на надморској висини од 90 м.

## Становништво
Према резултатима пописа становништва 2011. у општини је живело 4.988 становника.
| 1931. | 1936. | 1951. | 1961. | 1971. | 1981. | 1991. | 2001. | 2011. |
| ----- | ----- | ----- | ----- | ----- | ----- | ----- | ----- | ----- |
| 3.253 | 3.451 | 3.942 | 4.209 | 4.415 | 4.373 | 4.239 | 4.623 | 4.988 |